# Кудеєвська сільська рада
Куде́євська сільська рада (рос. Кудеевский сельский совет) — муніципальне утворення у складі Іглінського району Башкортостану, Росія. Адміністративний центр та єдиний населений пункт — село Кудеєвський.

## Населення
Населення — 2895 осіб (2019, 3091 в 2010, 2867 в 2002).